# Rugbi a 7

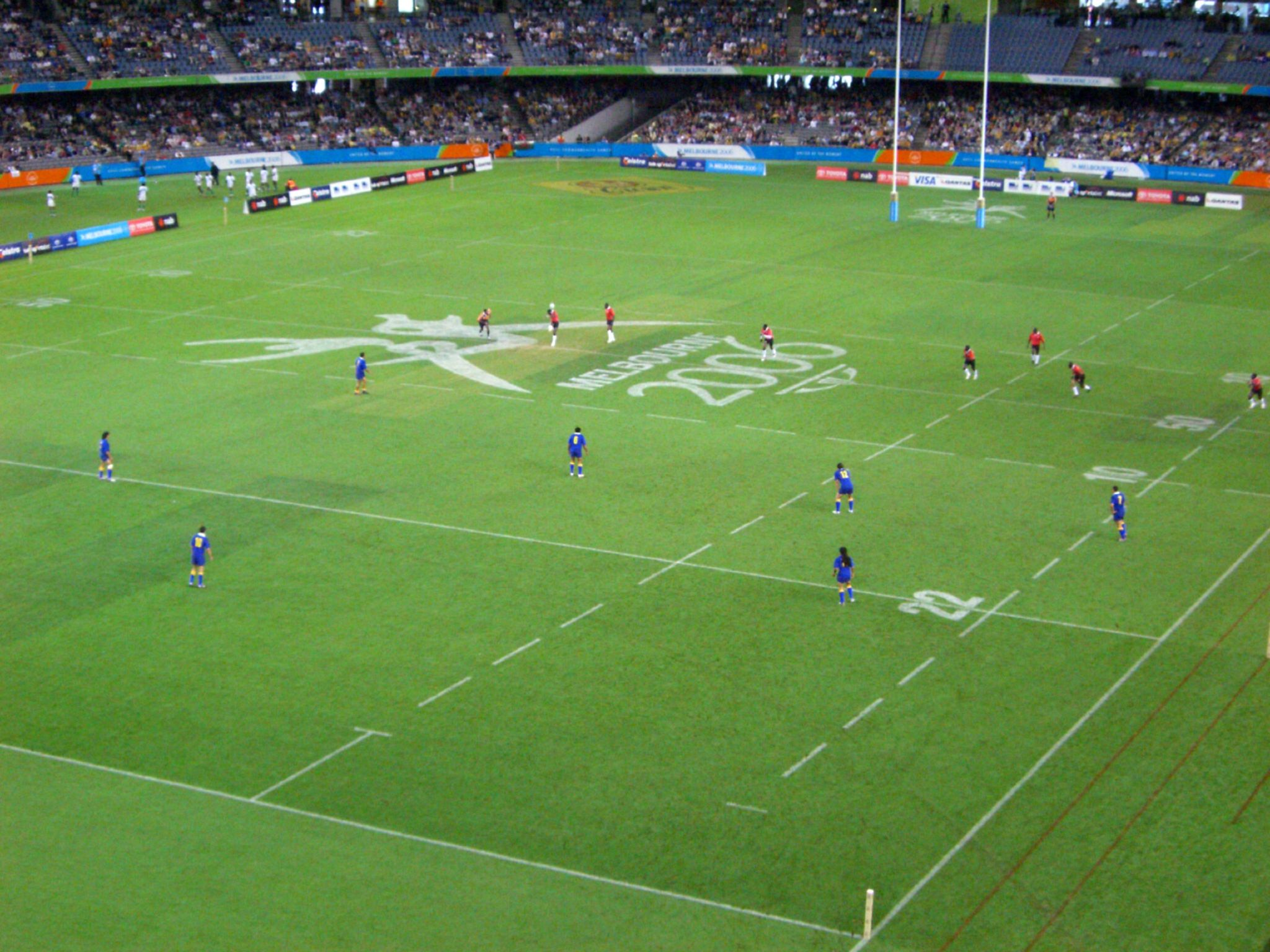
Partit de rugbi a 7 a Melbourne

El rugbi a 7 és una variant del rugbi que es juga amb set jugadors, tres davanters i quatre defenses. Els equips estan formats per set jugadors que juguen temps de set minuts, en lloc dels 15 jugadors habituals que juguen parts de 40 minuts. El rugbi a set està administrat per World Rugby, l'organisme responsable de la unió de rugbi a tot el món. El joc és popular a tots els nivells, amb tornejos d'aficionats i de clubs que se celebren generalment durant els mesos d'estiu. El Sevens és una de les formes de rugbi més ben distribuïdes i és popular a parts d'Àfrica, Àsia, Europa i Amèrica, i especialment al Pacífic Sud.
L'organisme rector a escala mundial del seven-a-side és la World Rugby (WR). Es juga amb les regles del rugbi 15, amb variacions derivades de la menor quantitat de jugadors i la brevetat del temps de joc, en un camp amb les mateixes dimensions.
Mentre que un partit de rugbi de quinze jugadors dura 80 minuts, un partit de rugbi 7 dura 14 minuts de temps real de joc, en dues meitats amb un interval entre elles de no més de dos minuts. Això permet que es puguin realitzar els tornejos de rugbi en un sol dia o en un cap de setmana. Les puntuacions per partit també varien, no existint punts de bonificació.
Tot i això, els resultats són similars als de la modalitat de quinze jugadors; atès que la menor quantitat de jugadors al camp té com a conseqüència que les marques es fan amb més regularitat a rugbi 7, ja que els defenses estan més separats que a Rugbi a 15. També existeixen les meles, compostes per només tres jugadors de cada equip.

## Història

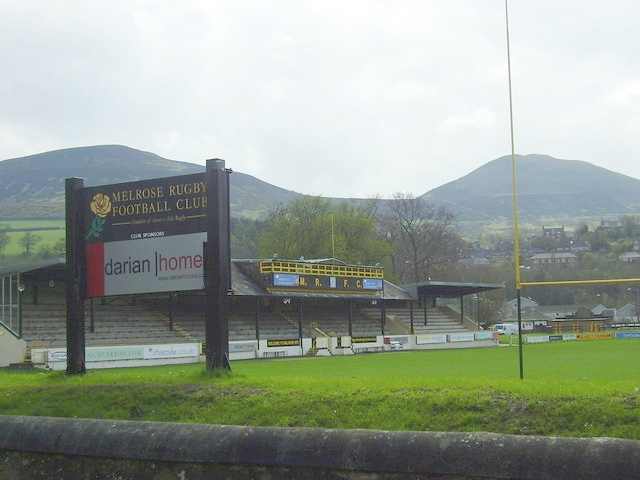
Melrose RFC

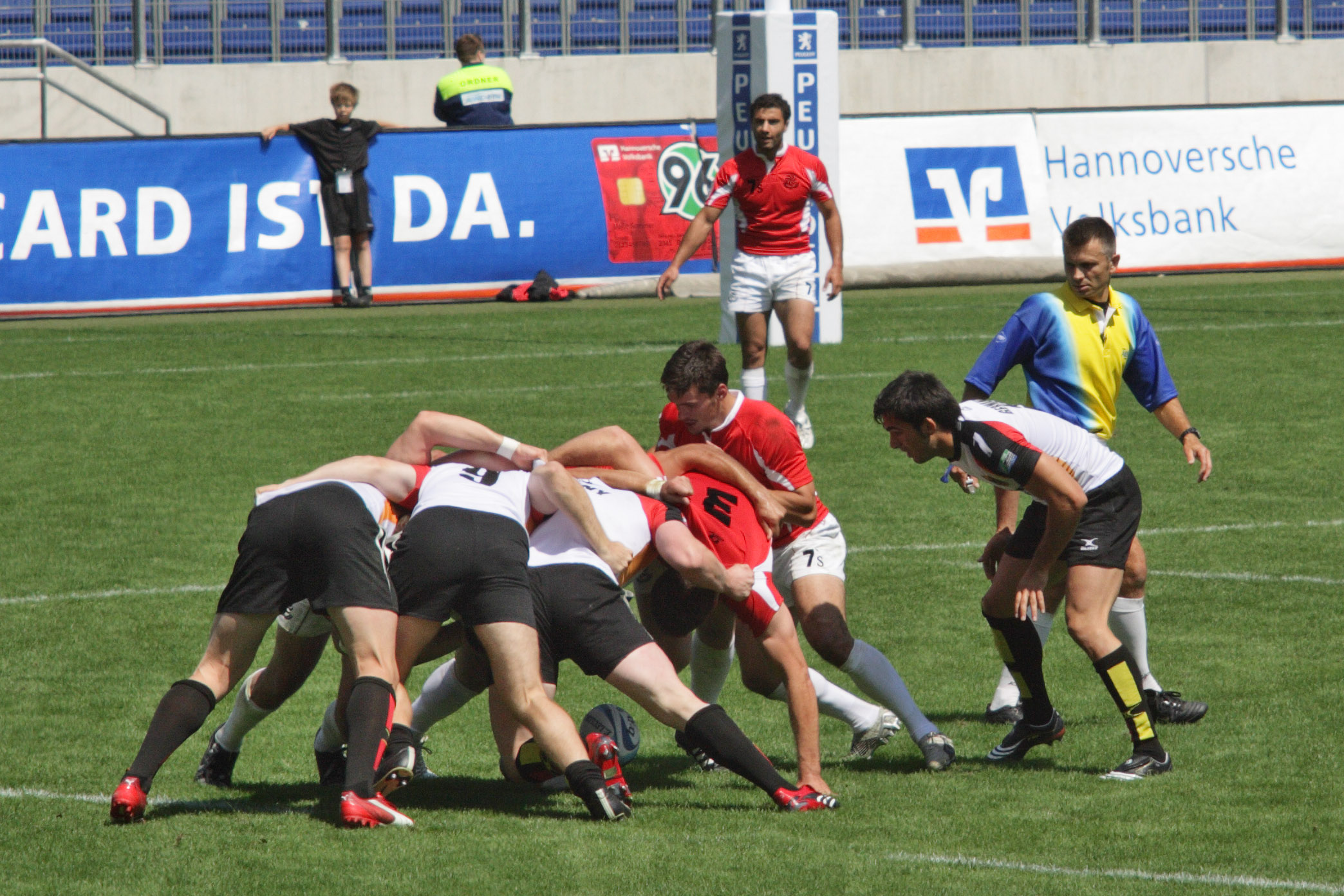
Partit internacional Alemanya-Geòrgia

El 1883, un aprenent de carnisser escocès anomenat Ned Haig va organitzar un torneig de rugbi en benefici de l'equip del seu poble Melrose. Per augmentar el nombre de partits i compartir la bella vista, va reduir la durada del partit a 15 minuts i la grandària de l'equip amb set jugadors. Aquest és el primer torneig de rugbi a 7.
El primer torneig oficial de seleccions nacionals de rugbi 7 va ser el Torneig Internacional de Seven-a-Side de 1973, disputat a Murrayfield (Escòcia), com a part de les celebracions del centenari del rugbi escocès. Va comptar amb vuit equips masculins: les cinc nacions europees (Anglaterra, Irlanda, Escòcia, Gal·les i França), i tres equips de l'hemisferi sud (Nova Zelanda, Austràlia i Sud-àfrica).
El torneig amb més participants a tot el món és el National Schools Sevens del club Rosslyn Park de Londres, on assisteixen més de 7 000 col·legials anglesos entre 13 i 19 anys.
A causa de l'èxit del format, el 1976 va començar a disputar-se el Seven d'Hong Kong. Originalment, el torneig combinava clubs i seleccionats especials de països anglosaxons amb seleccions nacionals de països d'Àsia i Oceania. Amb el temps, va anar augmentant la quantitat de seleccions nacionals.
El 1993, a Edimburg, Escòcia va celebrar la primera Copa del Món de Seven amb 24 equips. Aquesta Copa del Món de Sevens es durà a terme cada quatre anys.
El 1999-2000, la IRB és la celebració d'una sèrie de deu tornejos internacionals, la World Rugby Sevens Series, que corona la millor nació en tota la temporada.
El primer torneig de seleccions nacionals femenines de rugbi 7 va ser el Seven de Hong Kong 1997.L'any 2009 es va començar a realitzar la Copa del Món Femenina, compartint escenari amb la masculina. Dubai i Londres van començar a organitzar campionats femenins la temporada 2011/12, conformant la Challenge Cup Femenina. El 2012/13 es va convertir en la Sèrie Mundial Femenina, i va anar ampliant el seu calendari de mica en mica.
El 2009, el Comitè Olímpic Internacional inclou el rugbi a 7 entre els esports presents en els Jocs Olímpics d'estiu i forma part del programa olímpic des dels Jocs de 2016.

## Variacions de les regles de joc
El més important al Rugbi 7 és la velocitat, la tècnica i la bona forma física. Un equip està compost majoritàriament per tres quarts, a causa de la seva major velocitat i agilitat en comparació amb les primeres i segones línies dels forwards (davanters); les terceres línies (ales o flankers i els 8) solen formen part també dels equips de seven. A Argentina i alguns altres països solen jugar-se tornejos de set jugadors amb equips formats especialment per al torneig, que són exclusivament forwards (davanters) o bé exclusivament pilars. Aquests mini tornejos es juguen en aquest país un cop finalitzada la temporada regular i com a forma de diversió i de millorar destreses en el maneig de la pilota per part dels davanters.
A més, pot ser que els jugadors necessitin ser més creatius per fer jugades, per la curta durada de només 14-20 minuts per partit.
Hi ha moltes variants a les regles que s'apliquen al rugbi a set, principalment per agilitzar el joc i per justificar el nombre reduït de jugadors.
Els canvis principals es poden resumir així:
- 7 jugadors per equip (en lloc de 15).
- 5 reserves, amb només 3 reemplaçaments (en lloc de 8 i 8).
- Intermedi de 2 minuts (en lloc de 10 minuts).
- Si hi ha empat, continuen amb pròrroga per joc decisiu o mort sobtada, en períodes de 5 minuts sense interval.
- Les conversions o transformacions han de ser efectuades mitjançant una puntada de peu de drop (en lloc d'un place kick, puntada de peu amb la pilota estacionària).
- S'ha de fer la transformació en els 30 segons següents de fer la marca (en lloc de 90).
- Scrums o melers de 3 persones (en lloc de 8).
- L'equip que marca és el que treu, reprenent el joc (en lloc del que no ha marcat).
- Les penalitzacions derivades de la sacada (com no assolir els 10m, treure directament al lateral...) es castiguen amb un Cop Franco (Free kick) (en lloc de l'opció usual per a l'equip no infractor).
- Les targetes grogues marquen una suspensió de 2 minuts (en lloc de 10 minuts).
- Les suspensions són més greus en aquesta modalitat. L'equip juga amb una persona menys durant 1/7 part del partit en lloc de 1/8 part. A més, perdre una persona de 7 obre molts més espais que perdre'n una de 15.
- Els àrbitres decideixen en avantatge ràpidament (quan l'equip no infractor juga, normalment finalitza l'avantatge, diferent del rugbi clàssic).
- La puntuació obtinguda per partit en les etapes de grup també varia: 3 punts per al guanyador, 2 punts en cas d'empat i un punt per al perdedor. No hi ha bonus.

## Joc

### Posicions i joc
Els equips estan formats per set jugadors: tres davanters i quatre posteriors. Les melés estan formades per tres jugadors de cada equip. El gràfic següent mostra la formació típica d'un equip en el moment de la melé, amb tres davanters lligats a la melé, una mig de melé esperant per recuperar la pilota un cop surt de la melé i tres defenses col·locats per rebre una passada.
Els números que es mostren aquí només tenen finalitats il·lustratives. A diferència del rugbi quinze, on el número d'un jugador correspon a la seva posició, la numeració al rugbi set és més flexible. En una plantilla de dotze jugadors, els jugadors aniran numerats de l'1 al dotze. Els jugadors titulars poden tenir qualsevol dels dotze números, no necessàriament de l'un al set. No hi ha números establerts que diferencien posicions; per exemple, els números de l'un al tres no estan reservats per als davanters, els pot portar qualsevol jugador de la plantilla.
| \| 1 Pilar \| 2 Taloner \| 3 Pilar \| \| \| \| \| \| \| \| \| \| \| 4 Mig de melé \| \| \| \| \| \| \| \| \| \| \| \| \| 5 Mig d'obertura \| \| \| \| \| \| \| \| \| \| \| \| \| 6 Centre \| \| \| \| \| \| \| \| \| \| \| \| \| 7 Tresquarts ala \| |               |                  |          |                  |
| 1 Pilar | 2 Taloner     | 3 Pilar          |          |                  |
| |               |                  |          |                  |
| | 4 Mig de melé |                  |          |                  |
| |               |                  |          |                  |
| |               | 5 Mig d'obertura |          |                  |
| |               |                  |          |                  |
| |               |                  | 6 Centre |                  |
| |               |                  |          |                  |
| |               |                  |          | 7 Tresquarts ala |

| 1 Pilar | 2 Taloner     | 3 Pilar          |          |                  |
|         |               |                  |          |                  |
|         | 4 Mig de melé |                  |          |                  |
|         |               |                  |          |                  |
|         |               | 5 Mig d'obertura |          |                  |
|         |               |                  |          |                  |
|         |               |                  | 6 Centre |                  |
|         |               |                  |          |                  |
|         |               |                  |          | 7 Tresquarts ala |

En joc obert, una formació defensiva típica inclou una línia de sis defensors, amb un jugador darrere de la línia. Amb l'equip atacant utilitza els set jugadors contra els sis de l'equip defensor a la línia, l'equip atacant sovint intenta moure la pilota per crear una sobrecàrrega. La línia defensiva es pot posar sota pressió si l'equip defensor fa una entrada i compromet els jugadors amb el ruck; amb menys jugadors a la línia de defensa, deixa més espai perquè l'equip atacant l'exploti.

### Ritme del joc
El rugbi a set acostuma a jugar-se a un ritme més ràpid que el rugbi quinze. A causa de la naturalesa més ràpida del joc, sovint les diferències són més notables en els reinicis del joc. Com que les melés en el seven impliquen tres jugadors que formen una fila en comptes de vuit jugadors que formen tres files, les melés tendeixen a muntar-se més ràpidament, requereixen menys reinicis i la pilota surt de la melé més ràpidament. Les infraccions al seven generalment s'efectuen amb un toc ràpid, en comptes d'una puntada per tocar i una sortida de línia, el que resulta en el fet que la pilota es torni a posar en joc més ràpidament. Quan un jugador és atacat i es forma un ruck, la pilota tendeix a sortir del ruck més ràpidament, ja que l'equip atacant generalment només té tres jugadors involucrats en el ruck: el jugador placat, un jugador de suport i una mig melé.

## Competicions

### El rugbi a 7 als Jocs Olímpics
El Rugbi a set es va disputar per primera vegada dins els Jocs Olímpics a l'edició de Rio de Janeiro 2016, amb competicions tant masculines com femenines. Es va afegir als Jocs Olímpics arran de la decisió de la 121a Sessió del COI a Copenhaguen l'octubre de 2009. Els campions del torneig inaugural de rugbi a set el 2016 van ser l'equip nacional de rugbi a set de Fiji per als homes i la selecció nacional femenina d'Austràlia per a les dones.
Abans dels JJOO del 2016, es van jugar partits de rugbi a 15 als Jocs Olímpics d'estiu de 1900, 1908, 1920 i 1924.

### Copa del Món
La Copa del Món de "Rugbi Sevens" se celebra cada quatre anys i és el principal torneig internacional de rugbi 7 fora dels Jocs Olímpics. El primer torneig es va celebrar a Murrayfield el 1993 i Anglaterra es va convertir en el primer equip a guanyar l'esdeveniment. Fiji i Nova Zelanda són els més reeixits: Fiji va guanyar dues copes del Món i Nova Zelanda en va guanyar tres. A la competició masculina, els equips competeixen per la Copa Melrose i a la femenina, llançada el 2009, competeixen pel Trofeu de la Copa Mundial de Rugbi Sevens Femenina.
A partir de l'edició de 2018, que es va celebrar a San Francisco, Estats Units
, la Copa del Món de Seven se celebra en ple cicle olímpic d'estiu, dos anys després de cada esdeveniment. Com a part de l'impuls per incloure el Seven com a esport olímpic, World Rugby va proposar posar fi completament a l'esdeveniment de la Copa del Món per garantir que l'esdeveniment olímpic tingués més prestigi. Tot i això, després de rebre comentaris, World Rugby i el COI van reconèixer el benefici de mantenir el referit mundial, que compta amb més participants (24 equips), però alinear-lo en el temps amb el torneig olímpic més simplificat (12 a 16 equips).

### Copa del Món Femenina
La Sèrie Mundial Femenina de Rugbi 7, també anomenat Circuit Mundial Femení de Seven, és una sèrie de tornejos de seleccions nacionals femenines de rugbi a 7. L'organitza la World Rugby. Es va disputar per primera vegada la temporada 2011-12 amb la denominació Challenge Cup Femenina de Rugbi 7.
Cada temporada hi participen un conjunt d'equips amb estatus permanent, que actualment són 12. Els tornejos es realitzen en dos o tres dies. Des de la temporada 2023/2024 els tornejos es duen a terme conjuntament amb els tornejos de la Sèrie mundial masculina de Rugbi 7 i segueixen el mateix format.